# Hanan El Tawil
Hannan El Tawil (12 febbraio 1966 – 1º dicembre 2004) è stata un'attrice e cantante egiziana, considerata la prima attrice transgender in Egitto.

## Biografia
Chiamata anche Hannan Eltaweil o Hanan El Taweil, ha preso parte a film, commedie e spettacoli teatrali. Si ritiene che si sia suicidata nel 2004 a causa di disturbi psichici, aggravati dalle frequenti vessazioni subite. È stata protagonista di un documentario realizzato dal gruppo di sostegno egiziano alla comunità LGBT, chiamato No Hate Egypt.
Hanan ha dichiarato di non riconoscersi nel corpo e nel mondo maschile; biologicamente appariva come uomo ma aveva un'identità di genere femminile, pertanto ha deciso di sottoporsi a un'operazione di riassegnazione di genere. Nel 2017 un'associazione egiziana che supporta i diritti per la comunità LGBT ha onorato Hanan El Tawil per aver cercato di abbattere gli stereotipi legati alla transessualità. Un video postato da No Hate Egypt celebra la sua vita, stila una lista delle sue conquiste ed elogia il suo contributo nel panorama dell'arte egiziana.
Hanan El Tawail, con la sua esperienza resa pubblica, ha ispirato molte e molti altri a fare coming out.

## Filmografia
- Aboud Ala El Houdoud (1999)
- Al-Nazer (The Principal) (2000[5])
- 55 Esaaf (2001)
- Hakin Eyun (2001)
- Khalik Helw (2001)
- Askar fi el-Mu'askar (2004)[6].
- Ayez Hakki (2003)
- No Hate Egypt (2017[4])